# نشان ارزرومیان
نشان خاچاتوری ارزرومیان (ارمنی: Նշան Խաչատուրի Էրզրումյան؛ زادهٔ ۱۷ دسامبر ۱۹۷۹) یک بازیکن فوتبال بازنشسته در پست مهاجم اهل ارمنستان است.

## باشگاهی
از باشگاه‌هایی که در آن بازی کرده‌است می‌توان به کیلیکیا، زسکا روستوف-نا-دونو، بانانتس  و آرارات ایروان اشاره کرد.

## تیم ملی
وی همچنین در تیم ملی فوتبال ارمنستان بازی کرده است. ارزرومیان نخستین بازی ملی خود را که یک بازی دوستانه بود در تاریخ ۱۷ اوت ۲۰۰۵ در امان در مقابل اردن انجام داده است.